# Komona
Komona est un village situé dans le département de Manni de la province de la Gnagna dans la région de l'Est au Burkina Faso.

## Géographie
Village limitrophe de Liougou dont il est une extension, Komona est situé à environ 13 km au Nord-Ouest de Manni, chef-lieu du département, et à 4 km de la route nationale 18. La commune est en bordure du lac de retenue du barrage en remblai, réalisé entre Tambidi et Lipaka, en amont sur la rivière Gouaya.

## Santé et éducation
Le centre de soins le plus proche de Komona est le centre de santé et de promotion sociale (CSPS) de Dakiri.